# Campeonato nacional de Estados Unidos 1886
Lista de los campeones del Campeonato nacional de Estados Unidos de 1886:

## Senior

### Individuales masculinos
Richard Sears vence a  Robert Livingston Beeckman, 4-6, 6-1, 6-3, 6-4

### Dobles masculinos
Richard Sears /  James Dwight vencen a  Howard Taylor /  Godfrey Brinley,  7–5, 5–7, 7–5, 6–4
| Predecesor: 1885                         | Campeonato nacional de Estados Unidos 1886 | Sucesor: 1887                         |
| Predecesor: Campeonato de Wimbledon 1886 | Grand Slam 1886                            | Sucesor: Campeonato de Wimbledon 1887 |

- Datos: Q2418999